# ويندرمير (كمبريا)
ويندرمير، كمبريا (بالإنجليزية: Windermere, Cumbria)‏ هي مدينة وأبرشية مدنية في منطقة جنوب ليكلاند في كمبريا، إنجلترا.

## نبذة
وندرمير هي بلدة ودائرة مدنية في مقاطعة البحيرات جنوب كمبيريا، إنجلترا. يبلغ عدد سكانها 8245 نسمة وتبعد حوالي نصف ميل (1كم) عن بحيرة وندرمير. وعلى الرغم من أن بلدة وندرمير لاتلامس البحيرة (اشتق الاسم من البحيرة عندما تم بناء خط السكة الحديدية في عام 1847 وكانت تسمى محطة «وندرمير»). أما الآن فقد نمت مع بلدة البحيرات القديمة بونسيس وندرمير، وعلى الرغم من أنهما الاثنتين المتبقيتين، إلا أنهما تميزان مركز البلد. وعلى الرغم من كثرة المتاحف هناك إلا أن عامل الجذب الأساسي للسياح هو البحيرة التي تلامس بونسيس وتطل على المناظر الخلابة من الجبال والزوارق التي تبحر حول البحيرة، كما أن هناك العديد من المسميات حول إمبيل سايد أو ليك سايد حيث يوجد خط مستعاد للسكك الحديدية، وفي نفس الوقت أيضا افتتح فندق وندرمير. تاريخياً، جزء من بلدة ويسترمورلاند ووندرمير يعرف باسم بيرثوايت قبل وصول سكة حديد كندال ووندرمير- الأمر الذي حفز تنميتها.توفر محطة ويندرمير القطارات والحافلات إلى المناطق المحيطة بها مثل مطار مانشستر والخط الرئيسي للساحل الغربي. أما بالنسبة للتكوينات الجيولوجية في جميع أنحاء البلدة فهي تأخذ اسمها من المدينة ويطلق عليها مجموعة ويندرمير للصخور الرسوبية، ويرجع اسم البلدة إلى الدكتور ديفيد كلارك ويندرمير الذي يعيش الآن في ويندرمير.

## أصل كلمة (ويندرمير)
يعتقد أن كلمة ويندرمير ترجمت إلى بحيرة ويناند أو فيناند، كما أن هناك احتمالين لتسميتها بهذا الاسم. الاحتمال الأول هو: أن اسمها حدد مع اسم الشخصية السويدية القديمة فيفندار، والاحتمال الآخر هو اسم القارية الجرماني ويناند. أما الجزء الثاني«مير» في الإنجليزية القديمة تعني «بحيرة» أو «بركه» وهناك أيضا مصدرا يؤكد على أنها كانت تكتب ويناندرمير في عام 1396م.

## الحكم
كانت ويندر مير تحكم من قبل مجلس قضاء الحضر في الفترة ما بين 1974-1894. واستوعبت في عام 1905م بونيسس السابق يو دي سي، على الرغم من إبقاء بونيس المدينة مفصولة حتى عام 1974م. حصلت بعض التغييرات الطفيفة في ويندريمير يو دي سي عام 1934م ألغي بموجبها القانون المحلي 1972م، واستبدل مع مجلس جنوب مقاطعة البحيرات، أما بالنسبة إلى شعار النبالة الذي اختير في عام 1968م، فقد صممته تلميذة من الأهالي تدعى شيلا ويست.

## أعلام
- إدوارد بارو فورست
- جوناثان كينورثي